# Eleutherotypia
Eleutherotypia (in greco Ελευθεροτυπία?) è stato un quotidiano greco con sede ad Atene. Molto seguito in Grecia, contendeva da vicino il primato di Ta Nea per numero di lettori.

## Storia
Eleutherotypia è stata fondata nel 1975 da Christos Tegopoulos, un giornalista. Dalla sua prima apparizione nelle edicole, il foglio incontrò subito il favore del pubblico, soprattutto perché fra gli editori non erano presenti magnati della finanza che cercassero di influenzare il corpo elettorale.
Al giornale fu attribuito un nomignolo, "il giornale dei redattori", proprio a sottolineare la sua indipendenza da qualsiasi centro di potere, peculiarità già evidente, del resto, nel titolo stesso; resa in italiano, la testata suona così: "Stampa Libera".
Come l'altro quotidiano greco To Vima si rivolge alla media borghesia, ma ne diverge per i toni spartani.
"Stampa Libera" è stata fin dall'inizio un foglio di orientamento di sinistra che contribuì alla sconfitta del partito conservatore Nuova Democrazia allo scrutinio del 18 ottobre 1980, favorendo la vittoria del socialista Andreas Papandreou. Il quotidiano sostenne Papandreou anche nel successivo confronto elettorale del 2 giugno 1985.
L'idillio si interruppe bruscamente nel 1988, sulla scia dello scandalo Koskotas, preparata dal giornale Ethnos e fatta esplodere proprio da Eleftherotypia con un articolo dal titolo "Lettera aperta ad Andreas Papandreou", firmata dallo stesso editore Christos Tegopoulos che svelava in forma chiara le gravi responsabilità del primo ministro nello scandalo.
L'idillio fu comunque restaurato quando l'editore ritrattò con abilità di parola quanto aveva scritto, di fronte ai giudici del Tribunale speciale (in greco: Eidiko Dikastirio) chiamati a deliberare sul caso. Fu la sua deposizione ad evitare al premier un verdetto di colpevolezza.
Negli anni immediatamente successivi il quotidiano si distinse per un'accanita campagna contro Kōnstantinos Mītsotakīs, leader del partito conservatore Nuova Democrazia, divenuto primo ministro dopo lo scrutinio dell'8 aprile 1990. Gli articoli che si presentavano sempre con stile rigorosamente professionale e rivelavano ottime fonti a posteriori, alienarono al premier conservatore la sua già scarsa popolarità. Così quando il suo governo cadde per il venir meno dell'esigua maggioranza parlamentare fu facile per Andreas Papandreou vincere le successive elezioni anticipate.
Voci ricorrenti secondo le quali sul giornale incomba l'ombra del potente armatore Vardis Vardinoyannis non sono mai state confermate.
Travolto dalla crisi economica, il quotidiano chiude a fine 2011, ma viene rilanciato nel 2013 prima col sito internet poi con la versione cartacea, per chiudere nuovamente a novembre 2014.